# Паниковец (Елецкий район)
 Пани́ковец  — село Воронецкого сельсовета Елецкого района Липецкой области. 
Находится в южной части Елецкого района, в 15 км к югу от Ельца. Располагается на берегах реки Паниковец, притока Быстрой Сосны. 

## История
Современное село Паниковец было основано не позднее 1-й половины XVIII века. Однако, как показывают полевые исследования археологов ЕГУ имени И.А. Бунина, первые жители появились на территории села еще в эпоху поздней бронзы. Впервые в письменных источниках Паниковец упоминается в 1776 году как селение в приходе церкви Косьмы и Дамиана села Крутое. В том же году на средства помещика Сергея Семеновича Александрова в Паниковце была устроена своя каменная церковь, к которой отчислен самостоятельный приход и причт. Храм был освящён в честь Св. Чудотворца Николая. В 1859 году пристроены пределы в честь Святых Константина и Елены и Св. Великомученицы Варвары.
Село имело и другие наименования: Крутой Паниковец (от расположения села на холмах с крутыми склонами) и Никольское (от имени сельского храма). Нынешнее название по речке Паниковец (от слова «поникать» — пропадать; ручей местами теряющий течение и переходящий в заболоченный участок, топь).
В «Списке населенных мест» Елецкого уезда Орловской губернии 1866 года, Паниковец упоминается как «село казённое и владельческое, 73 двора, 1486 жителей». В 1880 году в селе находилось 159 дворов, проживало 1225 человек, работала школа. 
По переписи населения СССР 1926 года Паниковец являлся центром одноименного сельсовета, в котором насчитывалось 248 дворов и 1219 жителей.
В 1941 году с 30 ноября по 8 декабря село было занято частями 45-й пехотной дивизии вермахта. С 28 ноября 1941 года подступы к селу Паниковец в районе сел Стрелецкое и Стегаловка защищали бойцы одного из батальонов 148-й стрелковой дивизии. Подавляющее большинство бойцов батальона составляли новобранцы. Вся 148-я стрелковая дивизия из-за огромных потерь, понесенных осенью 1941 года в окружении под Брянском, была полностью переформирована в городе Ельце менее месяца назад. После первого же столкновения с авангардом 45-й пехотной дивизии в районе села Стегаловка батальон был разбит и в беспорядке отступил к Ельцу. Таким образом гитлеровцы заняли Паниковец без боя. С 1 декабря в селе располагался штаб 45-й пехотной дивизии, а уже 2 декабря в Паниковец прибыл ее командир, генерал-лейтенант Фриц Шлипер. По рассказам местных жителей Шлипер квартировал в одном из домов в южной части села. В тот же день 2 декабря по свидетельству ветерана 45-й пехотной дивизии полкового пастора Рудольфа Гшопфа немцы в селе Паниковец сумели подсоединиться к не свернутой или брошенной советской линии связи. В результате немецкое командование смогло прослушивать переговоры коменданта елецкого гарнизона полковника Ф.М. Черокманова с подчиненными. Пользуясь этими сведениями, уже утром 3 декабря гитлеровцы предприняли атаку на южную окраину Ельца. В течение последующих дней советские части окружали гитлеровские войска в селе Паниковец с трех сторон, но на очень большом расстоянии. На севере у села Большие Извалы располагалась 143-я стрелковая дивизия полковника Г.А. Курносова. На востоке на шоссе Елец-Задонск дислоцировался 38-й мотоциклетный полк майора Абибулы Мустафаева, сводные зенитные, саперные и артиллерийские части и в самом городе Задонске находился штаб советской 13-й армии. На юге у села Долгоруково вела бои 6-я стрелковая дивизия полковника М.Д. Гришина. Все это время основные силы 45-й пехотной дивизии были отвлечены на 148-ю стрелковую дивизию полковника Ф.М. Черокманова и вели упорные бои за Елец. 7 декабря из района села Тербуны началось мощное наступление ударной группы генерал-лейтенанта Ф.Я. Костенко с целью охвата, находящихся под Ельцом войск вермахта. Эти действия войск 13-й армии получили в истории название Елецкой наступательной операции и стали первым опытом Красной армии по окружению и разгрому крупной группировки гитлеровцев в годы Великой Отечественной войны. Получив первые сведения о начавшемся наступлении, части 45-й пехотной дивизии сразу начали готовиться к отходу и в итоге без боя оставили село Паниковец 8 декабря 1941 года.
Из уроженцев села Паниковец в годы Великой Отечественной Героем Советского Союза стал С.В. Аверьянов.
После войны численность населения села Паниковец постепенно уменьшалась из-за непрерывного оттока людей на постоянное место жительства в город Елец и в другие города страны. На 1 января 2001 года в селе числилось 168 дворов и 402 жителя. В середине второго десятилетия XXI века в селе Паниковец было ликвидировано отделение Почты России, а местная школа переведена в село Воронец.

## Население
| 2010 |
| ---- |
| 325  |

## Транспорт
Через Паниковец проходит шоссе, связывающее Елец с селом Долгоруково.  

## Достопримечательности

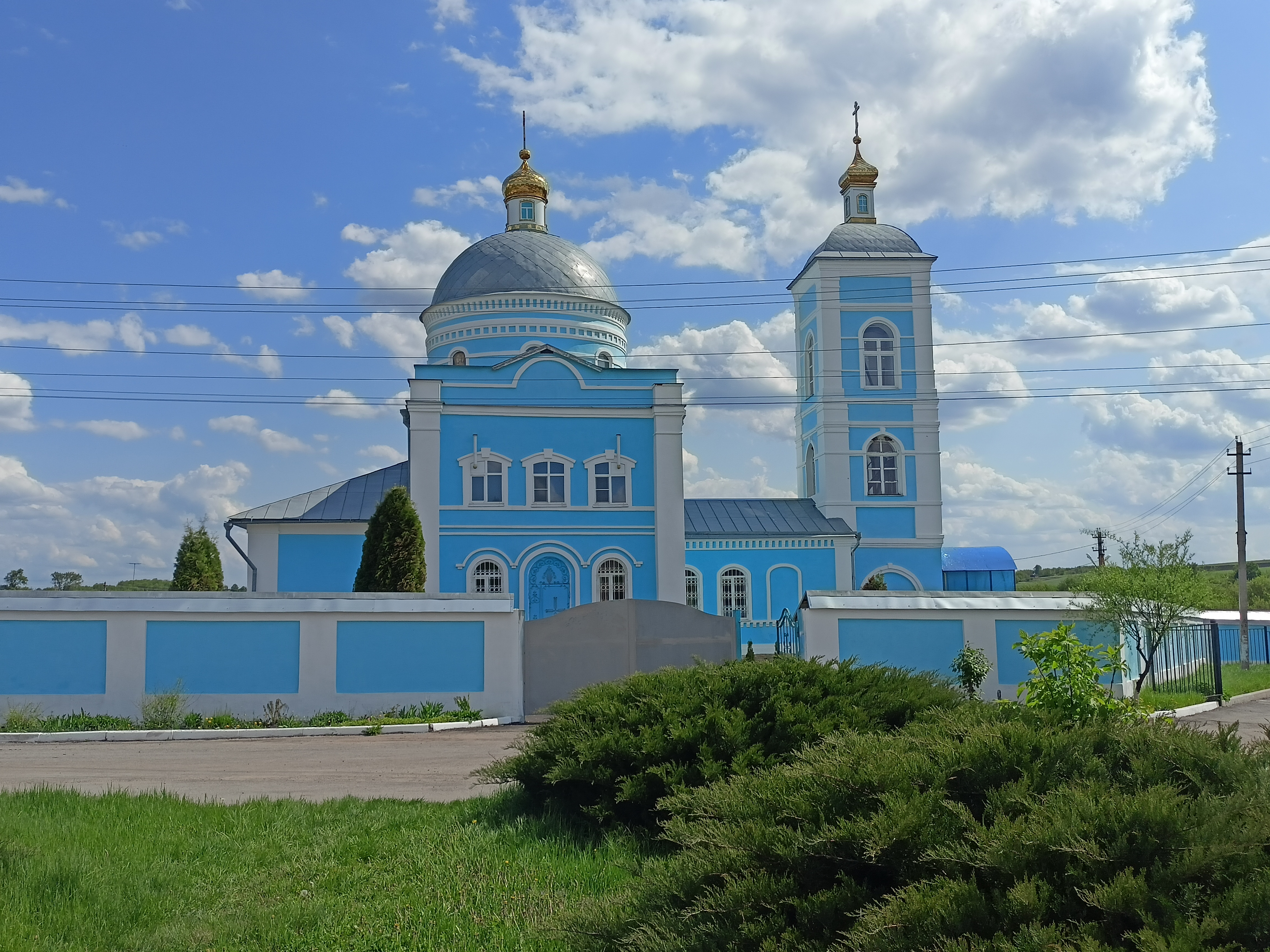

- Никольская церковь (1776 год)

## Известные жители
Степан Васильевич Аверьянов – участник Советско-финской и Великой Отечественной войн, Герой Советского Союза. Родился в Паниковце.